# Heterolocha rubrifusa
Heterolocha rubrifusa är en fjärilsart som beskrevs av George Francis Hampson 1902. Heterolocha rubrifusa ingår i släktet Heterolocha och familjen mätare. Inga underarter finns listade i Catalogue of Life.